# Symphoricarpos symphoricarpos
Symphoricarpos symphoricarpos là một loài thực vật có hoa trong họ Kim ngân. Loài này được (L.) MacMill. miêu tả khoa học đầu tiên năm 1892.